# Varna, Srbija
Varna (izvirno srbsko Варна) je naselje v Srbiji, v občini Šabac, v Mačvanskem okrožju. Po popisu prebivalstva iz leta 2002 je naselje imelo 1.720 prebivalcev.

## Prebivalstvo
V naselju Varna živi 1.402 polnoletnih oseb, povprečna starost prebivalcev pa je 41,5 leta (39,6 za moške in 43,5 za ženske). V naselju je 563 gospodinjstev, povprečno število oseb v enem gospodinjstvu je 3,05.

## Etnična sestava
- Srbi 98,06 %
- Romi 0,28 %
- Hrvati 0,17 %
- Rusi 0,05 %
- Čehi 0,05 %
- Rusini 0,05 %
- Madžari 0,05 %
- drugi 0,69 %